# Brenz (Mecklenburg)
Brenz ist eine Gemeinde im Landkreis Ludwigslust-Parchim in Mecklenburg-Vorpommern (Deutschland). Sie wird vom Amt Neustadt-Glewe mit Sitz in der Stadt Neustadt-Glewe verwaltet.

## Geografie

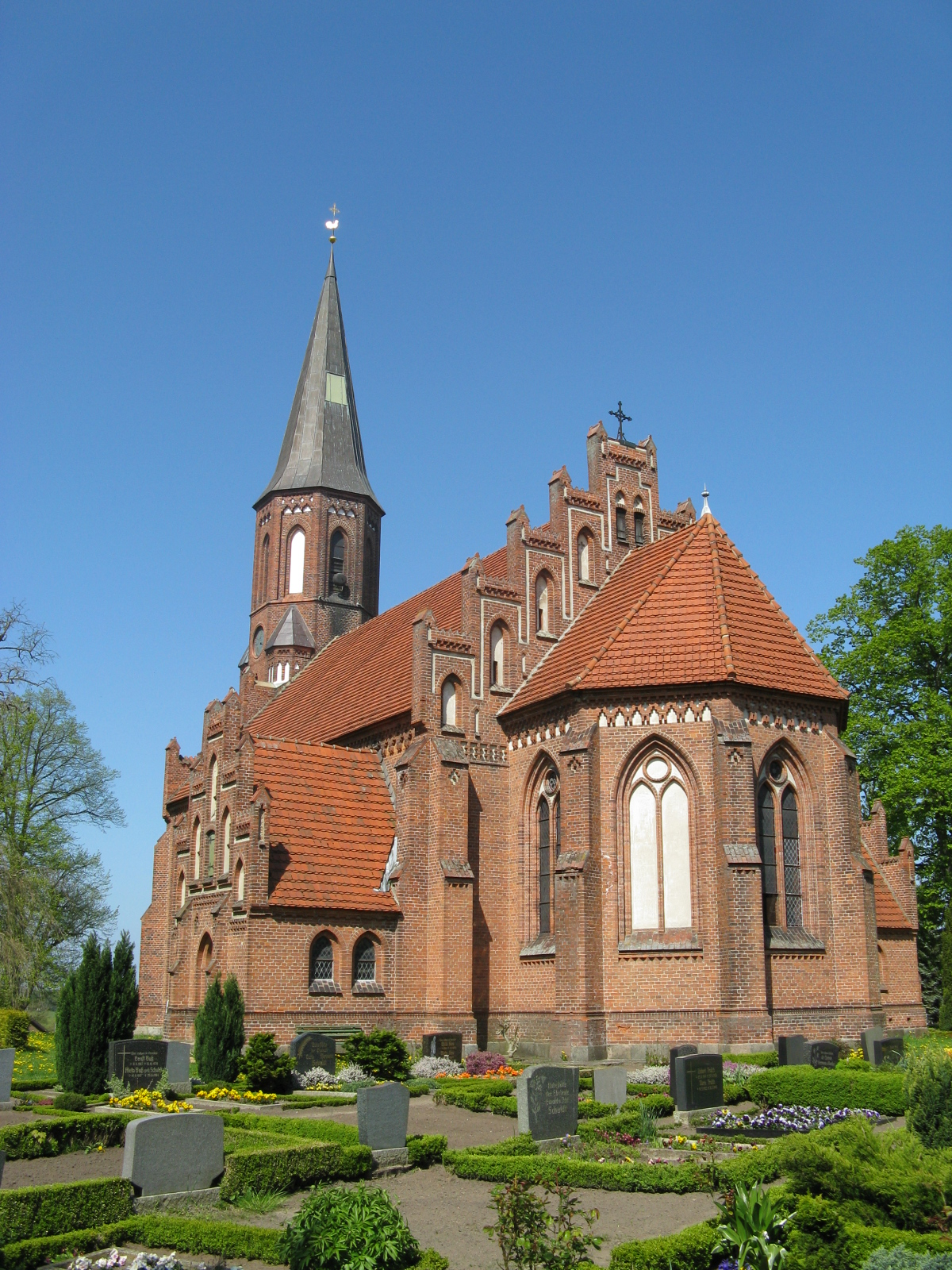
Dorfkirche Alt Brenz

Die Gemeinde setzt sich aus den Ortsteilen Alt Brenz mit der auf einem Hügel liegenden Dorfkirche und Neu Brenz mit der alten Slawenburganlage zusammen. Westlich der Gemeinde verläuft der Brenzer Kanal.
Umgeben wird Brenz von den Nachbargemeinden Spornitz im Norden und Osten, Blievenstorf im Süden sowie Neustadt-Glewe im Westen.

## Geschichte
Etwa um 700 entstand eine slawische Burg auf dem Gebiet des heutigen Brenz. Die Reste des Burgwalls sind noch heute in Neu Brenz in Richtung Lewitz erkennbar. Die erste urkundliche Erwähnung von Brenz war im Jahre 946 als terra brenzia in einer Urkunde von König Otto I.
Die Anlage von Neu Brenz ist nach dem örtlichen Kirchenbuch Folge eines Großbrands in Brenz am 29. März 1800, bei dem 64 Häuser und die Pfarre inklusiver aller Kirchakten den Flammen zum Opfer fielen.
Am 1. Juli 1950 wurde die bis dahin eigenständige Gemeinde Neu Brenz eingegliedert. Am 1. November 1968 ging die ehemalige Gemeinde Neuhof mit ihrem Ortsteil Klein Laasch in der Gemeinde Brenz auf. Am 1. Januar 1974 wurde Brenz nach Blievenstorf eingemeindet, Neuhof und Klein Laasch wurden dabei jedoch nach Neustadt-Glewe umgegliedert. Am 1. Mai 1990 wurden Alt Brenz und Neu Brenz durch Ausgliederung wieder zur selbstständigen Gemeinde Brenz.

## Politik

### Gemeindevertretung und Bürgermeister
Der Gemeinderat besteht (inkl. Bürgermeister) aus sechs Mitgliedern. Bei der Wahl zum Gemeinderat am 9. Juni 2024 erhielt die Wählergruppe Freie Wähler Brenz 100 % der Stimmen und somit alle Sitze.
Bürgermeister der Gemeinde ist Henry Topp, er wurde mit 91,41 % der Stimmen gewählt. 
Die Wahlbeteiligung in der Gemeinde Brenz lag bei 71,91 %.

### Wappen
| Wappen von Brenz | Blasonierung: „Gespalten; vorn in Gold ein schwebender, spitzbedachter roter Burgturm slawischer Bauart mit offenem Tor; hinten in Blau zwei schräg gekreuzte goldene Getreideähren mit schwarzen Grannen.“ |
| Wappen von Brenz | Wappenbegründung: In dem Wappen soll der Burgturm an den alten slawischen Siedlungsplatz erinnern, auf dessen Kulturschicht einst die historische Burganlage entstand. Mit den Getreideähren wird sowohl der Bezug zum frühdeutschen Bauerndorf hergestellt als auch der traditionelle Haupterwerbszweig der Dorfbewohner versinnbildlicht, die Landwirtschaft. Die Tingierung in Blau, Gold und Rot soll auf die Zugehörigkeit der Gemeinde zum Landesteil Mecklenburg hindeuten. Das Wappen und die Flagge wurde von dem Schweriner Heraldiker Heinz Kippnick gestaltet. Es wurde zusammen mit der Flagge am 18. August 2003 durch das Ministerium des Innern genehmigt und unter der Nr. 284 der Wappenrolle des Landes Mecklenburg-Vorpommern registriert. |

### Flagge
Die Flagge ist gleichmäßig und quer zur Längsachse des Flaggentuchs von Blau und Gelb gestreift. In der Mitte des Flaggentuchs liegt, auf jeweils ein Drittel der Länge des blauen und des gelben Streifens übergreifend, das Gemeindewappen. Die Länge des Flaggentuchs verhält sich zur Höhe wie 5:3.

### Dienstsiegel
Das Dienstsiegel zeigt das Gemeindewappen mit der Umschrift „• GEMEINDE BRENZ •“.

## Sehenswürdigkeiten
- Dorfkirche in Alt Brenz als neugotischer Klinkerbau von um 1880 nach Plänen von Baurat Krüger; flachgedecktes Langhaus mit Treppengiebel und eingezogener, kreuzrippengewölbter Chor mit oktogonalen Abschluss; achtseitiger Westturm mit Spitzhelm.

## Wirtschaft und Infrastruktur

### Ansässige Unternehmen
Neben der Plukon Brenz GmbH Geflügelschlachterei und -verarbeitung mit 570 Mitarbeitern gibt es eine Reihe kleiner Firmen unterschiedlicher Branchen im Ort. 
Im Jahr 2024 ging ein Verteilerzentrum von UPS in Betrieb.

### Verkehr
Durch beide Ortsteile verläuft die Bundesstraße 191. Die Bundesautobahn 24 ist über die Anschlussstelle Neustadt-Glewe, die sich direkt hinter der westlichen Gemeindegrenze befindet, erreichbar.